# Sultanato de Aceh
El Sultanato de Aceh, oficialmente el Reino de Aceh Darussalam (en achenés: كاورجاون اچيه دارالسلام, romanizado: Keurajeuën Acèh Darussalam), fue un sultanato centrado en la actual provincia de Aceh, Indonesia. Fue una de las más importantes potencias regionales en la actual Indonesia durante los siglos XVI y XVII, antes de experimentar un largo periodo de declive. Su capital era Kutaraja, actualmente Banda Aceh.
En su apogeo, fue un formidable enemigo del sultanato de Johor y de Malaca bajo control portugués, ambos en la península malaya, cuando los tres trataban de controlar el comercio a través del estrecho de Malaca y las exportaciones regionales de pimienta y estaño. Además de su considerable poderío militar, la corte de Aceh se convirtió en un renombrado centro de escolaridad y comercio islámico.

## Fundación y ascenso
La historia temprana de Aceh no es muy clara, pero una versión indica que lo fundó el pueblo cham. El idioma acehnés es uno de los diez idiomas del grupo aceh-chámico. Según los Sejarah Melayu [Anales Malayos], el rey de Champa Syah Pau Kubah tuvo un hijo, Syah Pau Ling, quien escapó cuando la capital (Vijaya) fue saqueada por la dinastía vietnamita de Le en 1471, y quien más adelante fundó el reino Aceh.
El rey de Aceh se convirtió al islam a mediados del siglo XV.: 114  El sultanato fue formado por Ali Mughayat Syah, quien inició campañas militares para extender su control sobre el norte de Sumatra en 1520.: 32  Sus conquistas incluyeron el sultanato de Deli, Pedir, y Pasai, y atacó Aru. Su hijo Alauddin al-Kahar (d.1571) extendió los dominios más al sur en Sumatra, pero tuvo menos éxito en sus intentos por obtener territorios al otro lado del estrecho, pese a haber lanzado varios ataques contra Johor y Malaca: 33  con el apoyo de hombres y armas del Imperio otomano de Solimán el Magnífico.: 114  El Imperio otomano envió un refuerzo de quince jabeques comandados por Kurtoğlu Hızır Reis.
El 21 de junio de 1599 un capitán neerlandés, Frederick de Houtman llegó a «Acheen» a bordo del buque Leonesa como parte del primero de tres viajes planificados a las Indias Orientales. La tripulación se quedó durante tres meses comprando pimienta y otras especias. El tripulante John Davis alegó que el grupo luego fue atacado por el caudillo local, que causó la muerte o captura de sesenta y ocho de sus hombres.
La disensión interna en el sultanato evitó que no surgiese otro poderoso sultán sino hasta 1607, cuando Iskandar Muda llegó a esa posición. Extendió el control del sultanato sobre gran parte de Sumatra. También conquistó Pahang, una región productora de estaño en la península malaya. La fuerza de su formidable flota llegó a su fin con la desastrosa campaña contra Malaca en 1629, cuando las fuerzas combinadas de Johor y Portugal lograron destruir todos sus buques y 19 000 soldados según la versión portuguesa.: 34  No obstante, las fuerzas de Aceh no fueron destruidas, ya que Aceh logró conquistar Kedah en el mismo año y llevar a muchos de sus ciudadanos a Aceh. El yerno del sultán, Iskandar Thani, el expríncipe de Pahang se convertiría en su sucesor. Durante su reino Aceh se concentró en la consolidación interna y la unificación religiosa.
Luego del reinado del sultán Iskandar Thani, Aceh fue gobernado por una serie de sultanas. La anterior política de Aceh de tomar como rehenes parte de la población de reinos conquistados los incitó a buscar su independencia, resultando en que el control de Aceh se debilitó mientras que los líderes regionales consiguieron más poder efectivo. El sultán finalmente se convirtió en un título principalmente simbólico.: 36  Para los años 1680, un visitante persa describió el norte de Sumatra como un lugar en el que «cada esquina contaba con un gobernador o rey y todos los jefes locales conservaban su independencia y no pagaban tributo a ninguna autoridad superior».: 117 

## Cultura y economía

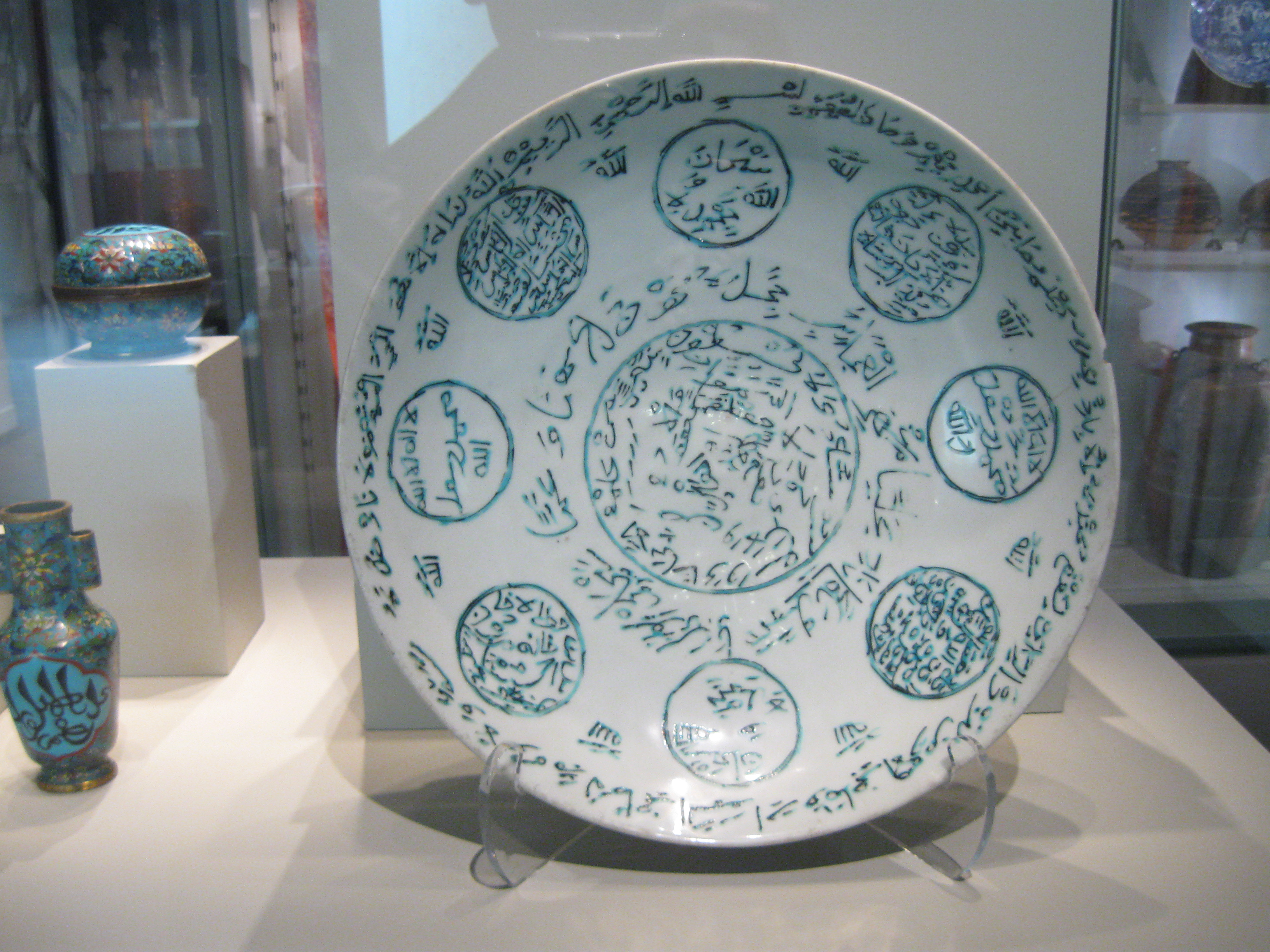
Un plato de cerámica hecho por chinos musulmanes hui encontrado en el sultanato de Aceh en el.

Aceh se veía a sí mismo como el heredero de Pasai, el primer estado islámico en el Sudeste Asiático, y continuó la labor misionera islámica de Malaca luego de su conquista por el reino católico de Portugal. Era llamado el "patio de La Meca", y se convirtió en un centro de estudios islámicos, en donde el Corán y otros textos islámicos fueron traducidos al malayo.: 114  Entre sus académicos notables se encontraban Hamzah Pansuri, Syamsuddin de Pasai, Abdurrauf de Singkil, y el indio Nuruddin ar-Raniri.: 51 
La riqueza de Aceh procedía de sus exportaciones de pimienta, nuez moscada, clavo, nuez de areca,: 115–116  y, una vez conquistó Pahang en 1617, estaño. Bajas tasas de interés y el uso del oro como moneda fortalecieron su economía.: 116  No obstante, siempre fue económicamente frágil, debido a la dificultad que tenía para proveer de excedentes de alimento para mantener al ejército y las aventuras comerciales del estado.: 35  A medida que Aceh perdió cohesión política en el siglo XVII, su importancia comercial se vio trasladada a las Indias Orientales Neerlandesas, que se convirtieron en la potencia política y económica dominante de la región luego de la exitosa captura de Malaca en 1641.: 117 

## Años posteriores y conquista neerlandesa

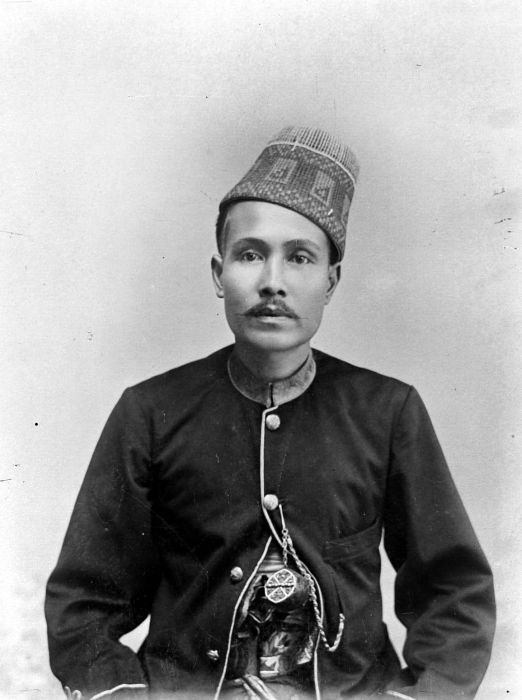
Tuanku Muhammad Daud Syah Johan Berdaulat, el último sultán de Aceh.

A finales del siglo XVIII y principios del siglo XIX, Koh Lay Huan —el primer «Kapitan Cina» de Penang—, estableció buenas relaciones con el sultán de Aceh, Jauhar al-Alam, que hablaba tanto inglés como francés. El sultán permitió a Koh recolectar plantas de pimienta en Aceh y comenzar su cultivación en Penang. Más adelante, aproximadamente en 1819, Koh ayudó al sultán Jauhar al-Alam a aplastar una rebelión de jefes territoriales acheneses.
En los años 1820, cuando Aceh producía más de la mitad del suministro de pimienta del mundo, un nuevo caudillo, Tuanku Ibrahim, logró restaurar un poco de la autoridad del sultanato para obtener control sobre los «rajas de pimienta», quienes eran vasallos nominales del sultán, haciéndolos pelearse entre ellos. Comenzó a descollar durante el reinado de su hermano Muhammad Syah, y logró dominar el de su sucesor, Sulaiman Syab (1838-1857), antes de tomar el título de sultán para sí, con el nombre de sultán Alí Alauddin Mansur Syah (1857-1870). Extendió el control efectivo de Aceh hacia el sur, justo en la época en que los neerlandeses estaban consolidando sus dominios en el norte de la isla.: 143 
El Reino Unido, que hasta ese entonces había resguardado la independencia de Aceh para mantenerlo alejado de manos neerlandesas, cambió de política y concluyó el Tratado anglo-neerlandés de Sumatra, mediante el cual reconoció el control neerlandés de Sumatra a cambio de concesiones en la Costa de Oro e igualdad de derechos comerciales en la isla. El tratado permitió que los holandeses declarasen la guerra a Aceh, y las hostilidades comenzaron poco después, en 1873. A medida que los neerlandeses se preparaban para la guerra, Mahmud Syah (1870-74) apeló a las potencias europeas, pero ninguna estuvo dispuesta o aceptó brindarle ayuda.: 144 
En 1874 el sultán abandonó la capital, replegándose a las colinas, mientras que los neerlandeses anunciaron la anexión de Aceh. Finalmente el soberano murió de cólera, al igual que muchos combatientes de ambos bandos, pero los acheneses proclamaron sultán a uno de los nietos de Tuanku Ibrahim. Los jefes locales de los puertos acheneses se sometieron en forma nominal a la autoridad de los Países Bajos para evitar un bloqueo, pero utilizaron sus ingresos para apoyar a la resistencia.: 145 
No obstante, muchos de ellos acabaron por rubricar tratados con los neerlandeses; estos finalmente establecieron un gobierno relativamente estable en Aceh con su cooperación y lograron que el sultán se rindiese en 1903. Luego de su exilio en 1907, no se nombró ningún sucesor, pero la resistencia continuó por un tiempo más.: 146 

## Sultanes
- c. 1514-1530:  Ali Mughayat Syah
- 1530-c. 1537/39: Salahuddin
- c. 1537/39-1571: Alauddin al-Kahar
- 1571-1579: Ali Ri'ayat Syah I
- 1579: Sultan Muda
- 1579: Sri Alam
- 1579: Zainul Abidin

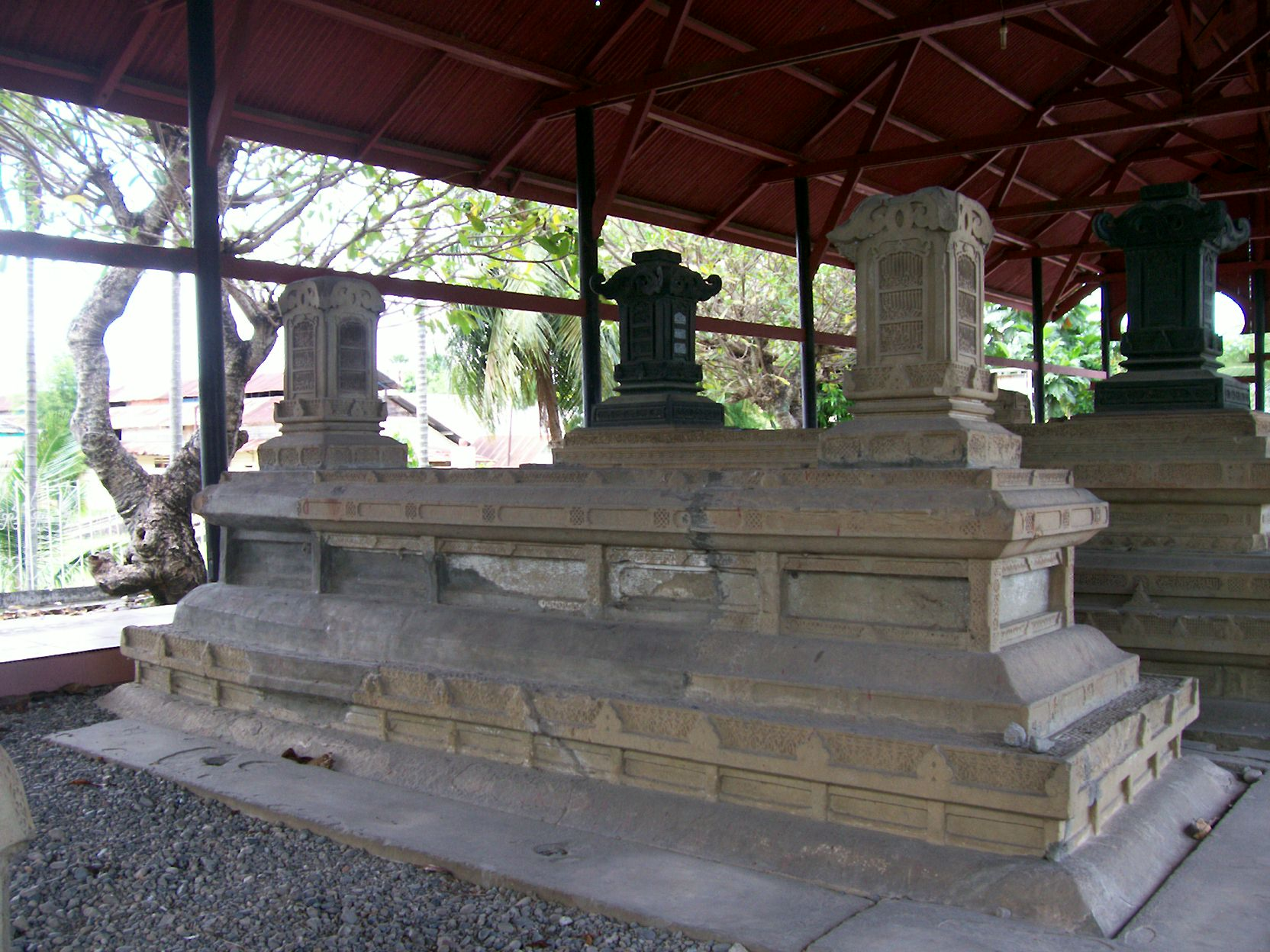
Tumba del sultán Ali Mughayat Syah en Banda Aceh

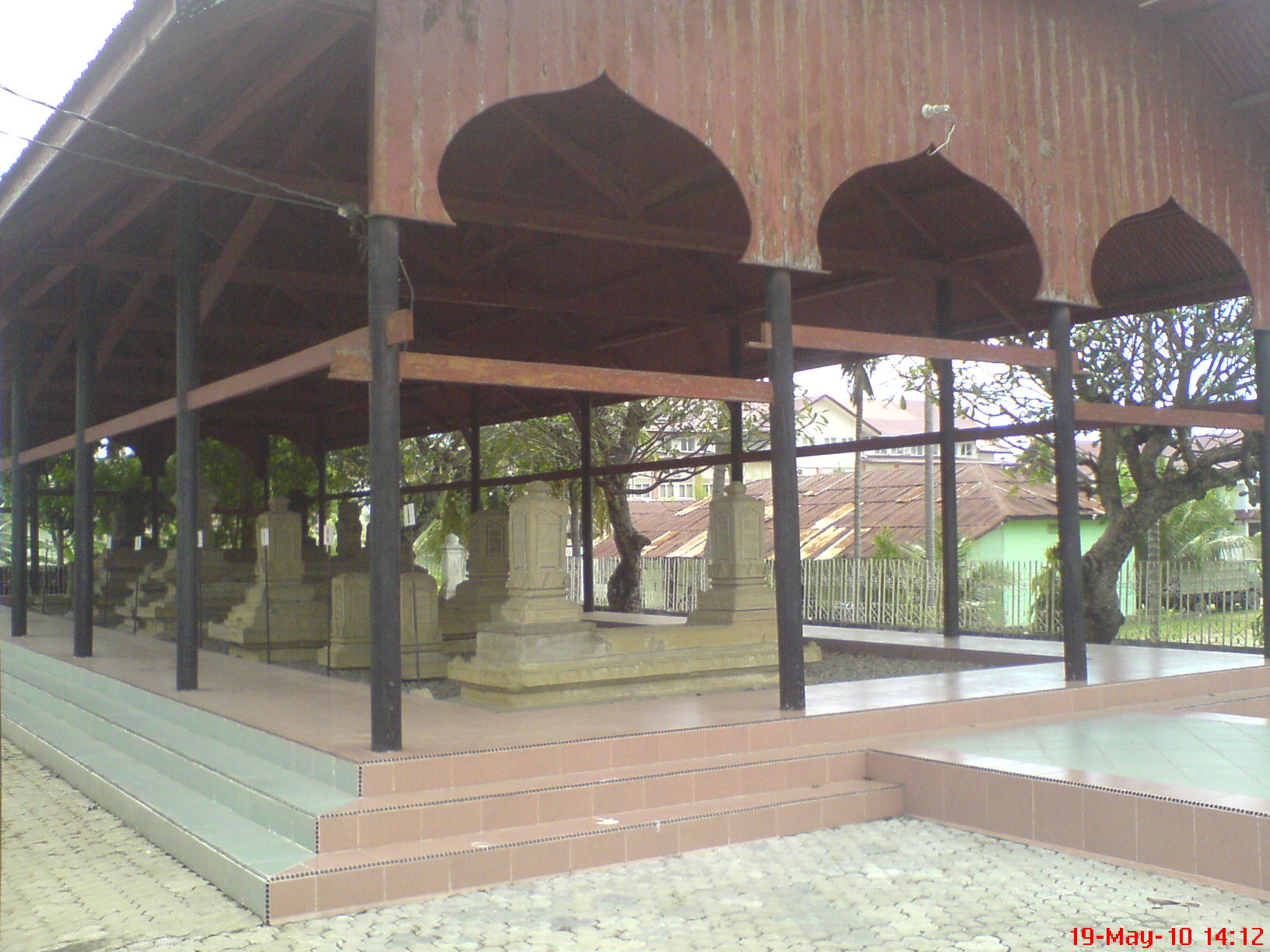
Complejo de tumbas de sultanes anteriores a Iskandar Muda en Banda Aceh

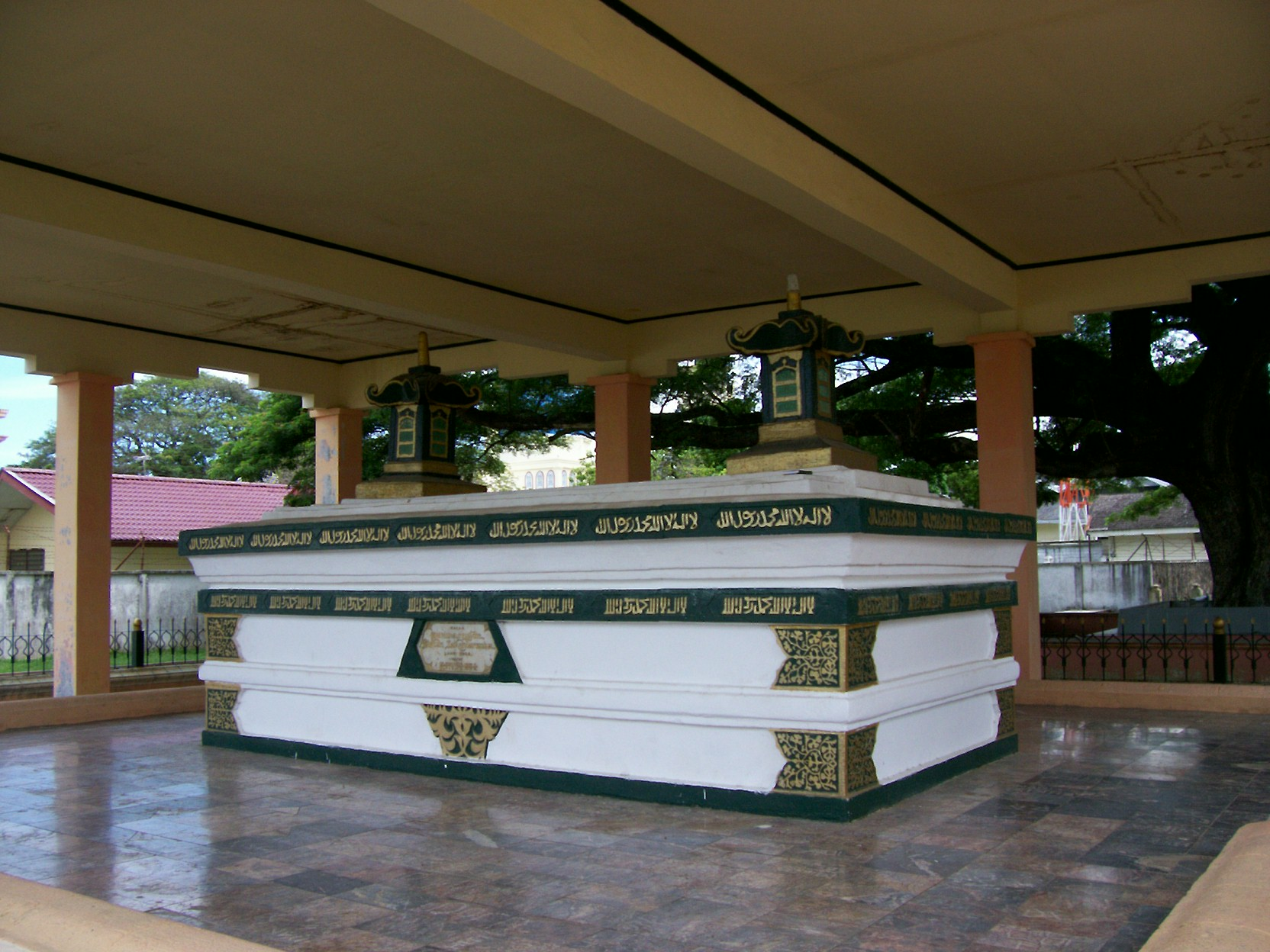
Tumba del sultán Iskandar Muda en Banda Aceh

- 1579-1585/86: Alauddin Mansur Syah
- 1585/86-1589: Ali Ri'ayat Syah II, Raja Buyung
- 1589-1604: Alauddin Ri'ayat Syah Sayyid al-Mukammal
- 1604-1607: Ali Ri'ayat Syah III
- 1607-1636: Iskandar Muda
- 1636-1641: Iskandar Thani
- 1641-1675: Ratu Safiatuddin Tajul Alam
- 1675-1678: Ratu Nurul Alam Naqiatuddin Syah
- 1678-1688: Ratu Inayat Zaqiatuddin Syah
- 1688-1699: Ratu Kamalat Syah
- 1699-1702: Badr ul-Alam Syarif Hasyim Jamaluddin
- 1702-1703: Perkasa Alam Syarif Lamtui Syah Johan Berdaulat
- 1703-1726: Jamal ul-Alam Badr ul-Munir
- 1726: Jauhar ul-Alam
- 1726-1727: Syamsul Alam
- 1727-1735: Alauddin Ahmad Syah
- 735-1760: Alauddin Johan Syah
- 1760-1781: Alauddin Mahmud Syah I
- 1764-1765: Badr ul-Alam Syah
- 1773: Sulaiman Syah
- 1781-1795: Alauddin Muhammad Syah
- 1795-1815: Alauddin Jauhar ul-Alam Syah
- 1815-1819: Syarif Saiful Alam Syah
- 1819-1823: Alauddin Jauhar ul-Alam Syah (2.ª vez)
- 1823-1838: Alauddin Muhammad Da'ud Syah I
- 1838-1857: Alauddin Sulaiman Ali Iskandar Syah
- 1857-1870: Alauddin Ibrahim Mansur Syah
- 1870-1874: Alauddin Mahmud Syah II
- 1874-1903: Alauddin Muhammad Da'ud Syah II Johan Berdaulat